# スティーブ・バンビューレン
スティーブ・バンビューレン (Stephen Wood Van Buren, 1920年12月28日 - 2012年8月23日)は、ホンジュラス・ラ・セイバ出身のアメリカンフットボールの元選手である 。1944年から1951年まで、NFLのフィラデルフィア・イーグルスにハーフバック（HB）として所属した。リーディングラッシャーに4回輝き、1シーズンで二桁ラッシングタッチダウンを記録した初めての選手である。複数シーズンで1000ヤードラッシングを記録した初めての選手でもあり、引退時にはラッシング回数、ラッシングヤード、ラッシングタッチダウンのNFL記録を保持していた。
弟のエバート・バンビューレンもNFL選手で、1951年には同じチームに所属した。